# 約翰·甘迺迪·涂爾
約翰·甘迺迪·涂爾（John Kennedy Toole），（1937年12月17日—1969年3月26日），美國小說家，生於路易斯安那州新奧爾良，其死後出版的小說贏得了普利茲小說獎。他還寫了《霓虹聖經》。雖然文學界認為他的寫作技巧值得稱道的，但約翰·甘迺迪·涂爾的小說被大眾所拒絕。約翰·甘迺迪·涂爾患有偏執和抑鬱症後，31歲時自殺身亡。

## 生平
約翰·甘迺迪·涂爾出生在新奧爾良的一個中產階級家庭。他的母親教約翰·甘迺迪·涂爾欣賞文化。約翰·甘迺迪·涂爾在母親的鼓勵下，成為一個舞台表演者。16歲時，他寫了第一部小說《霓虹聖經》。
約翰·甘迺迪·涂爾之後獲得杜蘭大學的獎學金。杜蘭大學畢業後，他在紐約哥倫比亞大學學習英語，同時在亨特學院教學。他還任教於路易斯安那大學。
約翰·甘迺迪·涂爾罹患抑鬱症後，離開了家，在全國各地的旅行。他在密西西比州比洛克西結束自己的生命。若干年後，他的母親出版《笨蛋聯盟》（A Confederacy of Dunces）手稿，1981年，約翰·甘迺迪·涂爾被追授普利茲小說獎。